# Zarlasht Halaimzai
Zarlasht Halaimzai ( Afganistán, mayo de 1981) es una escritora afgana y fundadora de Amna (anteriormente Refugee Trauma ), una organización sin fines de lucro que brinda atención psicosocial y de apoyo a personas refugiadas. Fue clasificada como una de las 100 mujeres más inspiradoras del mundo por BBC 100 Women en 2021.

## Biografía
En 1991 comenzaron las guerras entre milicias afganas y después de que una bomba cayera cerca de la casa de Zarlasht Halaimzai en 1992 su familia decidió abandonar Kabul e ir a Mazar-e-Sharif , para luego cruzar a Uzbekistán. Estuvieron cuatro años moviéndose de un lugar a otro, huyendo de la violencia, hasta que en 1996, Zarlasht Halaimzai se refugió con su madre y dos de sus hermanos en Gran Bretaña , donde se alojó en un albergue para familias vulnerables situado en Fitzjohn's Avenue, en Londres. Después de obtener la documentación de asilo, Zarlasht Halaimzai  y su familia se mudaron a West Ham. Sufrieron actos de racismo por parte de algunos vecinos, que derivaron en violencia física. 
Zarlasht Halaimzai se licenció en Consejería Psicoterapéutica Infantil y Adolescente por la Universidad de Cambridge y tiene una Maestría en Terapia Cognitiva basada en Mindfulness por la Universidad de Oxford.Trabajó en la formación de profesores en la frontera entre Siria y Turquía, ayudando a niños en zonas de conflicto a acceder a la educación. En 2015, con la llegada de grandes grupos de refugiados a Grecia Zarlasht Halaimzai viajó al país para ayudarlos y fundó la Refugee Trauma Initiative, y en 2018, fue también miembro de la Fundación Obama.

## Premios y reconocimientos
En 2021 fue clasificada como una de las 100 mujeres más inspiradoras del mundo por BBC 100 Women.